# Отец невесты (фильм, 1991)
«Отец невесты» (англ. Father of the Bride) — американский художественный фильм 1991 года, комедия режиссёра Чарльза Шайера.
Фильм является ремейком одноимённой комедии 1950 года режиссёра Винсента Миннелли.

## Сюжет
Джордж Бенкс — обычный представитель среднего класса, владелец обувной компании в Сан Марино (Калифорния). От лица Джорджа рассказывается история. Его 22-летняя дочь Энни, только закончившая колледж в Европе, огорошила родителей известием о помолвке и свадьбе. Избранник Энни Брайан Маккензи происходит из состоятельной семьи, но они знакомы всего три месяца.
Джордж сначала не даёт своего благословения, но постепенно, под давлением супруги Нины, со скрипом соглашается. Происходит знакомство с родителями жениха и начинается подготовка к свадьбе. Торжество представляется Джорджу бессмысленной тратой денег, его всё выводит из себя. Количество гостей слишком велико, стоимость праздничного торта чрезмерна. Некоторые из свадебных увеселений переходят все границы, например, стая лебедей, которых собираются запустить в пруду усадьбы Бенксов. Отец невесты настолько теряет самообладание, что устраивает безобразную выходку в супермаркете, которая заканчивается приводом в полицейский участок. Успокаивают его Нина и профессиональный организатор свадеб Фрэнк Эггелхоффер, приглашённый из Европы. Перед самой церемонией происходит ещё одна перепалка из-за свадебных подарков. В итоге Джордж примиряется с ситуацией и как положено ведет дочь к алтарю во время церемонии. В концовке молодые улетают проводить медовый месяц. Джордж и Нина танцуют в опустевшем доме.

## В ролях
- Стив Мартин — Джордж Стенли Бенкс
- Дайан Китон — Нина Бенкс
- Кимберли Уильямс — Энни Бенкс
- Киран Калкин — Мэтти Бенкс
- Мартин Шорт — Френк Эггелхоффер
- Джордж Ньюберн — Брайан Маккензи
- Сара Роуз Карр — Энни Бэнкс (7 лет)
- Брэдли Вонг — Говард Вайнштейн
- Ричард Портноу — Эл

## Номинации и награды
- 1992 — номинация на премию «MTV Movie Awards» в категориях «Лучшая новая актриса» (Кимберли Уильямс) и «Лучший комедийный актёр» (Стив Мартин)
- 1993 — премия «BMI Film Music Award» за музыку к фильму (Алан Сильвестри)